# Georgijewskoje (Adygeja)
Georgijewskoje (russisch Георгиевское) ist ein Dorf (selo) in Südrussland. Es gehört zur Republik Adygeja und hat 231 Einwohner (Stand 2019). Im Ort gibt es 5 Straßen.

## Geographie
Das Dorf im Südosten des Giaginski rajon, 6 km südöstlich des Dorfes Sergijewskoje, 39 km südöstlich des Dorfes Giaginskaja und 34 km nordöstlich der Stadt Maikop. Tambowski, Jekaterinowski, Kurski und Unarokowo sind die nächsten Siedlungen.